# Čakríové
Čakríové či dynastie Čakrí (mezinárodní transkripce Rajawongse Chakri, thajsky ราชวงศ์จักรี) je vládnoucí thajský královský rod. Vládne Thajsku od roku 1782, kdy začala éra Rattanakosin a bylo založeno město Bangkok. Zakladatelem dynastie Čakrí byl generál sino-monského původu jménem Phra Phutthayotfa Chulalok (král Rama I). Současnou hlavou dynastie je thajský král Ráma X., který vládne od roku 2016. Do roku 1947 panovníci tohoto rodu vládli jako králové Siamu, když byl v roce 1947 název zemi změněn na Thajsko, změnil se i titul panovníků na krále Thajska.
Celkem má dynastie cca 131 větví, z nichž každá vyslala jednoho zástupce na oslavu 60. narozenin krále Bhumibola Adulyadeje (Rama IX.), do Chitralada Villa v Paláci Dusit na ceremonii, která nebyla mnoho let vykonávána.

## Thajští (siamští) králové z dynastie Čakrí
- Buddha Yot Fa Chulalok (Rama I.) – (1782–1809)
- Buddha Loet La Nabhalai (Rama II.) – (1809–1824)
- Nang Klao (Rama III.) – (1824–1851)
- Mongkut (Rama IV.) – (1851–1868)
- Chulalongkorn (Rama V.) – (1868–1910)
- Vajiravudh (Rama VI.) – (1910–1925)
- Prajadhipok (Rama VII) – (1925–1935)
- Ananda Mahidol (Rama VIII.) – (1935–1946)
- Bhumibol Adulyadej (Rama IX.) – (1946–2016)
- Mahá Vatčirálongkón (Rama X.) – (od 2016)